# Luis Albino
Luis Alberto Albino Acuña (ur. 15 października 1929 w Montevideo, zm. 27 października 2006) – urugwajski bokser.
Uczestniczył w Letnich Igrzyskach Olimpijskich, w 1952 roku, przegrał w pierwszej rundzie w wadze lekkiej z Istvánem Juhászem.